# NGC 6115
NGC 6115 ist ein offener Sternhaufen vom Trumpler-Typ I2p im Sternbild Winkelmaß. Er wurde am 8. Juli 1834 von John Herschel mit einem 18-Zoll-Spiegelteleskop entdeckt, der dabei „a part of the milky way, so immensely rich as to be one cast cluster of clusters“ notierte. Heutzutage wird davon ausgegangen, dass James Dunlop das Objekt am 26. Juni 1826 zuerst entdeckt hatte.